# If I Should Lose You
If I Should Lose You (en français « Si je devais te perdre ») est une chanson écrite par Ralph Rainger avec des paroles de Leo Robin. Elle a été introduite dans le film de Marion Gering Rose of the Rancho (en) en 1936.
If I Should Lose You est un standard de jazz.

## À propos
Adapté d'un spectacle de Broadway, Rose of the Rancho (en) est une comédie romantique dans laquelle jouent John Boles et Gladys Swarthout, première apparition au cinéma de la star du Metropolitan Opera, qui chante If I Should Lose You dans le film.
Le morceau a ensuite été enregistré en 1936 par Stuart Allen accompagné par Richard Himber et son orchestre. La version est montée à la 15e place des classements.
En 1949, Norman Granz enregistre un album de standards de Charlie Parker avec l'orchestre à cordes de Jimmy Carroll. L'album, premier à faire entendre un soliste de jazz accompagné par des cordes, est un succès populaire, à une époque où le jazz moderne est une affait d'initiés. Cette version fait connaître If I Should Lose You aux autres musiciens de jazz.
La version d'Hank Mobley sur Soul Station (1960) est une autre version de référence.

## Analyse
La version originale est en la mineur, avec de brèves incursions en fa majeur et en do majeur. La plupart des musiciens le jouent en sol mineur.
Me morceau est assez complexe harmoniquement, mélodiquement (grands intervalles), et rythmiquement (noires pointées, croches, syncopes, triolets).
La section A est basée sur un motif qui, après un saut d'une octave, descend d'une tierce en passant par une appoggiature. La section B repose sur un motif de gamme ascendante avec une syncope de cake-walk (croche, double-croche, croche).

## Version notables
Versions instrumentales
- 1949 : Charlie Parker et Norman Granz avec l'orchestre de Jimmy Carroll, Charlie Parker with Strings
- 1952 : Nat King Cole, Penthouse Serenade
- 1955 : Howard Rumsey, Lighthouse All-Stars Vol. 6. Wea Corp
- 1956 : George Shearing, Black Satin
- 1960 : Hank Mobley, Soul Station
- 1961 : Walt Dickerson, A Sense of Direction
- 1962 : Roy Haynes Quartet, Out of the Afternoon
- 1964 : Bobby Timmons, From the Bottom (en)
- 1966 : Nina Simone, Wild Is The Wind
- 1979 : Joe Pass, I Remember Charlie Parker (en)
- 1983 : Keith Jarrett, Standards Vol. 2 (en)
- 1986 : Oscar Peterson, If You Could See Me Now (en)
- 2002 : Mulgrew Miller, Live at the Kennedy Center 1
- 2004 : Jean-Michel Pilc, Follow Me

Versions vocales
- 1959 : Joe Williams, Music for Lovers
- 1959 : Frank Sinatra, Live in Australia 1959
- 1980 : Carmen McRae et George Shearing, Two for the Road
- 2003 : Jimmy Scott, Moon Glow